# Neustift im Stubaital

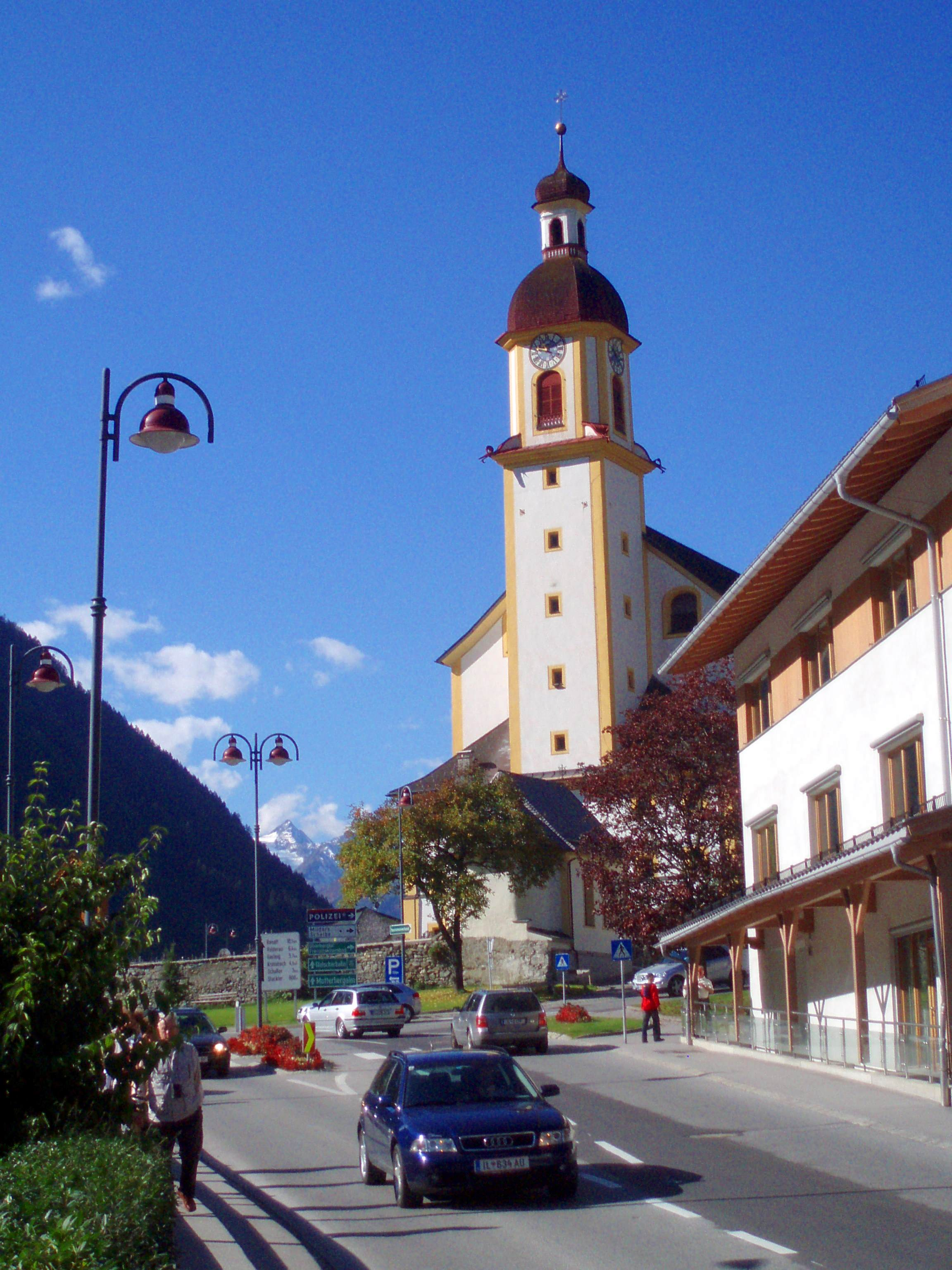
Iglesia de Neustift im Stubaital.

Neustift im Stubaital es una ciudad localizada en el valle de Stubai en el distrito de Innsbruck-Land, estado de Tirol, Austria.
Los términos municipales son Kampl, Herrengasse, Neder, Schmieden, Obergasse, Rain, Außerrain, Pfurtschell, Neustift-Dorf, Lehner, Stackler, Aue, Auten, Kartnall-Forchach, Scheibe, Milders, Bichl, Schaller, Unteregg, Oberegg, Krößbach, Gasteig, Volderau, Falbeson, Ranalt, Mutterberg y Oberberg. Neustift es un localidad para el deporte de invierno con el Stubaier Gletscher (Glaciar de Stubai), la estación de esquí en un glaciar más grande de Austria.
La Selección de fútbol de España se alojó en Neustift durante la Eurocopa 2008.
- Datos: Q526569
- Multimedia: Neustift im Stubaital / Q526569

1. ↑  Worldpostalcodes.org, código postal n.º 6167.